# Петра Соукупова

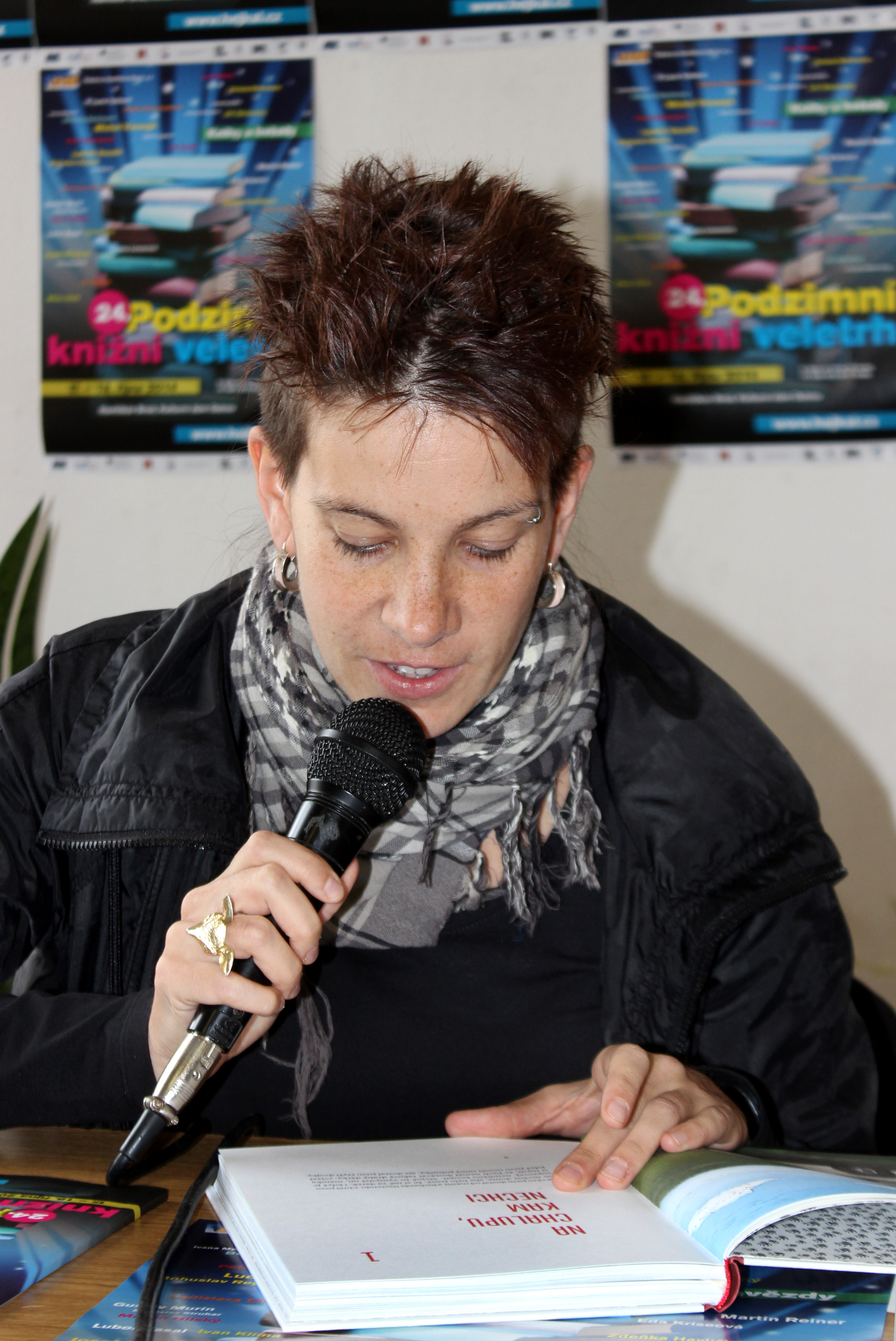
Петра Сукупова у 2014 році

Петра Соукупова (* 25 липня 1982, Чеська Липа) — чеська письменниця, видала п'ять книг для дорослих («До моря, Зникнути», «Марта в рік зловмисника», «Під снігом» та «Найкраще для всіх») та три книги для дітей (« Бертік та нишпорка», « Хто вбив Сніжка?» Та « Клуб дивних дітей»). Має низку нагород та номінацій, у тому числі була двічі номінована на премію «Магнезія Літера» (у 2010 році отримала нагороду у номінації «Книга року» за роботу « Зникнути». Також вона працює драматургом і сценаристом.

## Біографія
Петра Соукупова вивчала сценаристику та драматургію на Факультеті кіно і телебачення в Академії музичних мистецтв у Празі.
Соукупова стала відомою у 2008—2010 рр. коли працювала на вітчизняному телеканалі TV Nova. Вона була сценаристкою досить успішного  комедійного ситкому, що мав назву Comeback. В 2011 році вона почала працювати над серіалом Вулиця (Ulice). Також її кар'єра була поєднана з громадським Чеським телебаченням (Česká televize). Разом з Томашем Балдинським (Tomáš Baldýnský) створили серіал Kosmo, який вийшов на екрани у 2016 році. Це був комедійний ситком з елементами сатири та гіперболізації.
Томаш Балдинський був не тільки колегою Петри, а й мав відношення до її особистого життя. Після знайомства вони почали зустрічатись і вже у 2013 році чекали дитину. В них народилась дочка Марла (Marla).
Найбільшу славу в літературі Петра Соукупова отримала в 2010 році, коли її книга «Зникнути» отримала звання Книга року від Магнезія Літера. «Зникнути»— це три оповідання, в центрі яких — тема дитинства і дитячих травм. Дві історії розповідають власне діти.
Її книги видаються в Боснії та Герцеговині, Болгарії, Хорватії, Італії, Угорщині, Польщі та Словенії. Крім того, вони поступово з'являються чеською мовою в аудіоформаті.

## Творчість
- До моря . Брно: Host , 2007. ISBN 978-80-85935-98-1 .
- Зникнути . Брно: Host, 2009. ISBN 978-80-7294-317-3 . 2-е видання 2011. ISBN 978-80-7294-439-2 . Зникнути (аудіокнига). Прага: OneHotBook, 2014.
- Марта в рік зловмисника . Брно: Host, 2011. ISBN 978-80-7294-521-4 .
- Бертік і нишпорка . Брно: Host, 2014. ISBN 978-80-7491-248-1 . Бертік і нишпорка (аудіокнига). Прага: OneHotBook, 2014.
- Під снігом . Брно: Host, 2015. ISBN 978-80-7491-493-5 .
- Хто вбив Сніжка? . Брно: Host, 2017. ISBN 978-80-7577-226-8 .
- Найкраще для всіх . Брно: Host, 2017. ISBN 978-80-7577-400-2 .
- Клуб дивних дітей. Брно: Host, 2019. ISBN 978-80-275-0129-8 .
- Речі, для яких настав час. Роман з новел. Брно: Host, 2020. ISBN 978-80-275-0390-2 .
- Про гриби, коротка історія в книзі Кривавий Бронкс, 2020 рік

## Фільмографія
- Коротко, 2018 рік.
- Кава та сигари, 2017 рік.
- Гелена, 2012 рік
- Comeback, 2008—2011.

## Нагороди
- За роман « До моря» вона отримала премію Іржі Ортена та номінацію на премію Йозефа Шкворецького і « Магнезія Літера» .
- Новела «Коротко» зайняла 3 місце в премії Сазка за нереалізований сценарій .
- Книга «Зникнути» була номінована на премію Йосифа Шкворецкого; у 2010 році отримала звання «Книга року» від Магнезія Літера.

### Зовнішні посилання
- Seznam děl у Союзний каталог Чеської Республіки, автором чи темою якого є Петра Сукупова
- Офіційний сайт
- Сукупова знову є путівником по сімейній пустирі [Архівовано 4 травня 2010 у Wayback Machine.] — Aktuálně.cz, 2010
- Петра Сукупова: До моря [Архівовано 14 липня 2020 у Wayback Machine.] — Іржі Кралік представляє автора та її книгу, Чеське телебачення, 2010
- Мені насправді не до цього фільму [Архівовано 22 червня 2013 у Wayback Machine.] — інтерв'ю Ольги Стехлікової про прозу « Зникнення», HOST, 2010
- Інтерв'ю з Петрою Сукуповою [Архівовано 14 квітня 2021 у Wayback Machine.] (чеськ.)